# Nederlands kampioenschap schaken vrouwen 2009

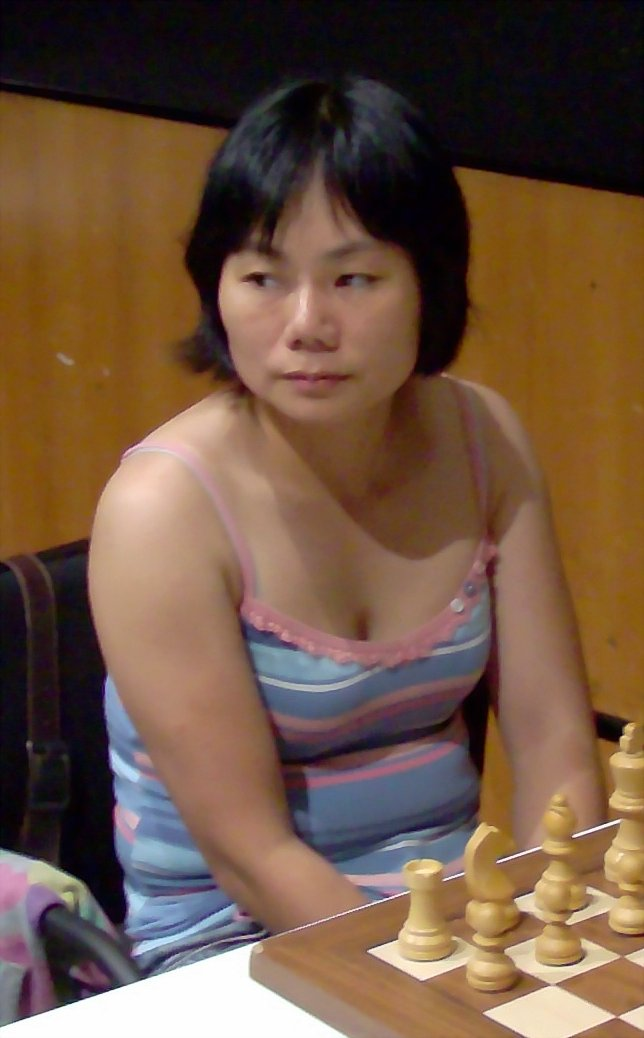
Zhaoqin Peng verovert haar 11^{e} Nederlandse titel

Het Nederlands kampioenschap schaken vrouwen 2009 werd (samen met het Nederlands kampioenschap algemeen) gespeeld van zaterdag 12 t/m zondag 20 september 2009 in Hotel Morssinkhof in Haaksbergen in de vorm van een dubbelrondig toernooi met 6 deelneemsters. Het speeltempo was 40 zetten in 90 minuten en vervolgens 30 minuten extra bedenktijd plus een toevoeging van 30 seconden per zet vanaf de eerste zet. Kampioene werd Zhaoqin Peng met 8 punten uit 10 partijen voor Marlies Bensdorp (7 pt.) en Mariska Bertholee (5½ pt.). 

## Eindstand
| plaats | naam                | rating | score |
| ------ | ------------------- | ------ | ----- |
| 1      | Zhaoqin Peng        | 2407   | 8     |
| 2      | Marlies Bensdorp    | 2325   | 7     |
| 3      | Mariska Bertholee   | 2192   | 5.5   |
| 4      | Arlette van Weersel | 2209   | 4     |
| 5      | Martine Middelveld  | 2078   | 5     |
| 6      | Talitha Munnik      | 2009   | 2.5   |